# Confrontos entre Calvary FC e Forge FC

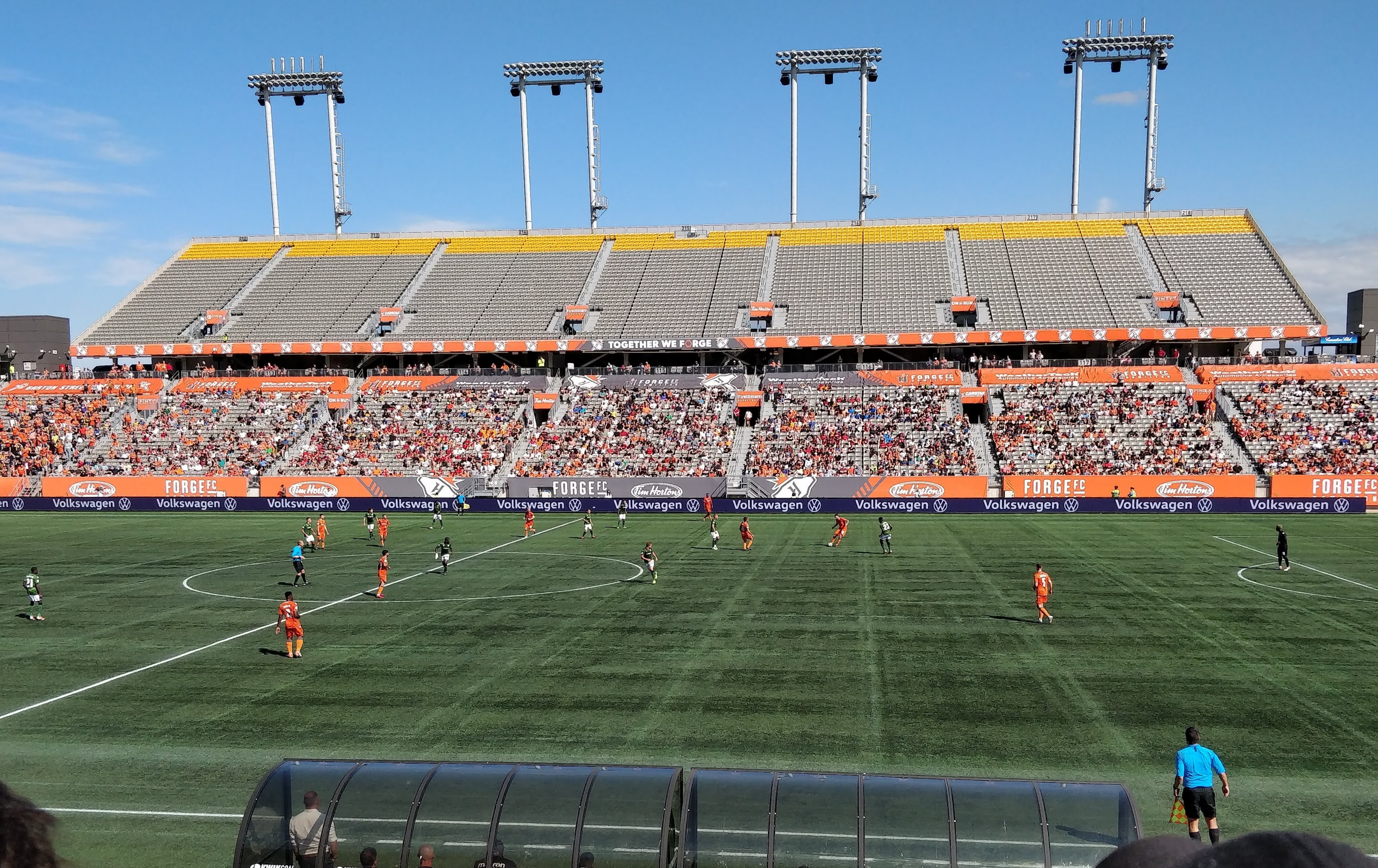
Jogo entre Forge FC e Cavalry FC no Tim Hortons Field, em 2019.

Os confrontos entre Calvary FC e Forge FC é um clássico entre as equipes canadenses Cavalry FC, de Calgary, e Forge FC, de Hamilton, Ontário . Os dois clubes começaram a jogar em 2019 e se enfrentaram nove vezes naquela temporada, com todas as partidas sendo decididas por um gol ou menos. Os clubes foram os melhores times na temporada inaugural da Canadian Premier League e a rivalidade natural que se desenvolveu entre ambos foi descrita como a melhor da liga.

## História
A primeira partida entre Calvary e Forge foi em 12 de maio de 2019, em Hamilton. O Calvary venceu o jogo por 2–1 com o gol da vitória de Nico Pasquotti, marcando nos acréscimos. No mês seguinte, os dois clubes se enfrentaram na segunda rodada do Campeonato Canadense de 2019 . Mais uma vez, o Calvary marcou no final dos acréscimos em Hamilton; desta vez em um pênalti que empatou a partida depois que o goleiro do Forge, Quillan Roberts, foi expulso por uma falta. Ao final da partida estourou uma briga entre os dois times com jogadores adversários trocando empurrões. Esta partida é considerada o primeiro momento significativo da rivalidade.
Em 22 de junho de 2019, Forge e Calvary se enfrentaram pela quarta vez na temporada e pela terceira vez em 19 dias. Forge venceu o jogo por 1 a 0 com um gol do capitão Kyle Bekker, encerrando a série de sete vitórias consecutivas do Cavalry no início da temporada. O Calvary venceu o jogo seguinte em 26 de junho, conquistando o título da primavera e uma vaga nas finais Canadian Premier League de 2019. Forge garantiu seu lugar nas finais com uma vitória em 28 de setembro.
A primeira etapa das Finais da CPL de 2019 foi disputada em 26 de outubro no Tim Hortons Field . Aos 37 minutos, o zagueiro do Cavalry Joel Waterman colocou a mão na bola em sua própria área enquanto deslizava para evitar uma chance de gol. Waterman foi expulso e Forge recebeu um pênalti. O artilheiro da liga, Tristan Borges, cobrou a cobrança de pênalti, mas o goleiro Marco Carducci manteve o jogo sem gols. No final do primeiro tempo, Borges marcou o único gol do jogo, vencendo Carducci com um chute de pé esquerdo e dando a Forge a vantagem no intervalo. Aos 24 minutos do segundo tempo, um embate entre Borges e Jay Wheeldon do Calvary mandou os dois jogadores para o chão. Em resultado da jogada, o Borges recebeu o cartão vermelho e as duas equipes terminaram o jogo com 10 jogadores. Após a partida, Cavalry e Forge apelaram de seus respectivos cartões vermelhos à Associação Canadense de Futebol, mas apenas a suspensão de Tristan Borges, do Forge, foi anulada, permitindo-lhe jogar a segunda mão. Durante a segunda mão no ATCO Field em 2 de novembro, um total de sete cartões amarelos foram entregues. Forge marcou o único gol do jogo no final dos acréscimos e venceu o confronto por 2 a 0 no placar agregado, tornando-se o primeiro campeão da Canadian Premier League.
A abertura da temporada da Canadian Premier League de 2020 foi escolhida para ser uma revanche da final de 2019. A partida terminou com um empate de 2 a 2 com o Calvary empatando aos 49 minutos do segundo tempo com um polêmico pênalti. Forge se vingaria derrotando o Calvary por 1 a 0 em uma partida que determinava qual das duas equipes se classificaria para a final.

## Resultados
Vitória do Cavalry FC   Empate   Vitória do Forge FC
| Competições                     | Data                   | Time da casa | Resultado | Time visitante | Local                       | Público | Citação |
| ------------------------------- | ---------------------- | ------------ | --------- | -------------- | --------------------------- | ------- | ------- |
| Canadian Premier League de 2019 | 12 de maio de 2019     | Forge FC     | 2–1       | Cavalry FC     | Tim Hortons Field, Hamilton | 5.921   |         |
| Campeonato Canadense 2019       | 4 de junho de 2019     | Forge FC     | 1–1       | Cavalry FC     | Tim Hortons Field, Hamilton | 5.174   |         |
| Campeonato Canadense 2019       | 11 de junho de 2019    | Cavalry FC   | 2–1       | Forge FC       | ATCO Field, Calgary         | 4.000   |         |
| Canadian Premier League de 2019 | 22 de junho de 2019    | Cavalry FC   | 0–1       | Forge FC       | ATCO Field, Calgary         | 4.697   |         |
| Canadian Premier League de 2019 | 25 de agosto de 2019   | Forge FC     | 1–0       | Cavalry FC     | Tim Hortons Field, Hamilton | 6.883   |         |
| Canadian Premier League de 2019 | 9 de outubro de 2019   | Cavalry FC   | 2–1       | Forge FC       | ATCO Field, Calgary         | 1.938   |         |
| Canadian Premier League de 2019 | 16 de outubro de 2019  | Forge FC     | 1–0       | Cavalry FC     | Tim Hortons Field, Hamilton | 3.864   |         |
| Canadian Premier League de 2019 | 26 de outubro de 2019  | Forge FC     | 1–0       | Cavalry FC     | Tim Hortons Field, Hamilton | 10.486  |         |
| Canadian Premier League de 2019 | 2 de novembro de 2019  | Cavalry FC   | 0–1       | Forge FC       | ATCO Field, Calgary         | 5.831   |         |
| Canadian Premier League de 2020 | 13 de agosto de 2020   | Forge FC     | 2–2       | Cavalry FC     | Alumni Field, Charlottetown | 0       |         |
| Canadian Premier League de 2020 | 15 de setembro de 2020 | Cavalry FC   | 0–1       | Forge FC       | Alumni Field, Charlottetown | 0       |         |
| Canadian Premier League de 2021 | 8 de julho de 2021     | Cavalry FC   | 0–2       | Forge FC       | IG Field, Winnipeg          | 0       |         |
| Canadian Premier League de 2021 | 22 de julho de 2021    | Forge FC     | 1–2       | Cavalry FC     | IG Field, Winnipeg          | 0       |         |
| Canadian Premier League de 2021 | 16 de novembro de 2021 | Forge FC     | 0–1       | Cavalry FC     | Tim Hortons Field, Hamilton | 2.104   |         |

## Estatísticas
- Atualizado até 16 de novembro de 2021

|                         | Partidas | Vitórias | Vitórias | Empates | Gols  | Gols |
| Calvary                 | Partidas | Forge    | Calvary  | Empates | Forge |      |
| ----------------------- | -------- | -------- | -------- | ------- | ----- | ---- |
| Canadian Premier League | 12       | 4        | 7        | 1       | 9     | 11   |
| Campeonato Canadense    | 2        | 1        | 0        | 1       | 3     | 2    |
| Total de partidas       | 14       | 5        | 7        | 2       | 12    | 15   |

## Classificação da liga por temporada
| P. | 2019      | 2019   | 2020 | 2020 | 2020  |
| P. | Temporada | Finais | 1ª   | 2ª   | Final |
| -- | --------- | ------ | ---- | ---- | ----- |
| 1  | 1         | C      | 1    | 1    | C     |
| 2  | 2         | 2      |      |      |       |
| 3  |           |        | 3    | 3    |       |
| 4  |           |        |      |      |       |
| 5  |           |        |      |      |       |
| 6  |           |        |      |      |       |
| 7  |           |        |      |      |       |
| 8  |           |        |      |      |       |